# Erzbistum Toronto
Das Erzbistum Toronto (lateinisch Archidioecesis Torontina, englisch Archdiocese of Toronto) ist eine in Kanada gelegene Diözese der römisch-katholischen Kirche.
Es wurde am 17. Dezember 1841 aus dem Erzbistum Kingston gebildet und Michael Power als erster Bischof eingesetzt. Es umfasst die westliche Hälfte vom Oberkanada. Am 18. März 1870 wurde das Bistum durch Papst Pius IX. zum Erzbistum erhoben.

## Ordinarien

### Bischöfe von Toronto
- 1841–1847 Michael Power
- 1850–1860 Armand-François-Marie de Charbonnel
- 1860–1870 John Joseph Lynch

### Erzbischöfe von Toronto
- 1870–1888 John Joseph Lynch
- 1889–1898 John Walsh
- 1899–1908 Denis T. O’Connor
- 1908–1911 Fergus Patrick McEvay
- 1912–1934 Neil McNeil
- 1934–1971 James Charles Kardinal McGuigan
- 1971–1978 Philip Francis Pocock
- 1978–1990 Gerald Emmett Kardinal Carter
- 1990–2006 Aloysius Kardinal Ambrozic
- 2006–2023 Thomas Kardinal Collins
- seit 2023 Frank Kardinal Leo